# 2009年新型インフルエンザの世界的流行

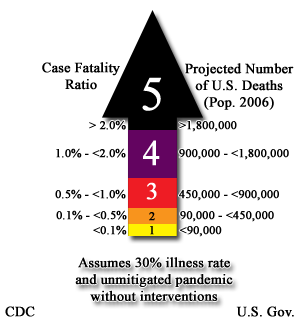
PSIカテゴリー1のパンデミック

2009年新型インフルエンザの世界的流行（2009ねんしんがたインフルエンザのせかいてきりゅうこう、Pandemic 2009H1N1）は、2009年1月頃から2010年3月頃にかけ、豚由来インフルエンザである A(H1N1)pdm09型インフルエンザウイルスの人への感染が世界的に流行した事象である。CDCによるインフルエンザ・パンデミック重度指数（PSI）においては、カテゴリー1に分類されるパンデミックである。
発生源はブタの間で流行していた豚インフルエンザウイルスとされ、これが農場などで豚から人に直接感染し、それから新型ウイルスとして人の間で広まったとされている。新型インフルエンザ、豚インフルエンザ（swine flu）、A型H1N1亜型インフルエンザ、H1N1インフル(H1N1 flu)、A/H1N1 pdmとも呼ばれる（詳細は#呼称）。
この流行が大きな問題になったのは、流行初期にメキシコにおける死亡率が非常に高いと報道されたからであるが、実際には重症急性呼吸器症候群 (SARS) のような高い死亡率は示してはいない。当時の日本では、感染症法第6条第7項の「新型インフルエンザ等感染症」に分類され、感染者は原則入院の対象となっていたが、2009年6月19日に厚生労働省が方針を変更してからはこの扱いはなくなり、通常の季節性インフルエンザとほぼ同等の扱いとなっている。
A(H1N1)pdm09型に対するインフルエンザワクチンは既に完成している。2010年 - 2011年冬シーズンから接種可能なインフルエンザワクチンは、通常の季節性インフルエンザワクチン2種に加えて、新型インフルエンザワクチンにも対応した3価ワクチンに、2015年 - 2016年冬シーズンからは、A型株2価とB型株2価の4価ワクチンになっている。
CDCとWHOによる推計では、2012年の段階で犠牲者数が28万4千人（15万人から最大57万5千人）とされる。一方で重症化率は季節性のインフルエンザと同等かそれ以下とされており、季節性インフルエンザによる毎シーズンの死者数はWHOの推計で25万人から50万人である。

## 発生確認
遺伝子調査により、最初の人間への感染は2008年の6月以降と推定されている。
2009年2月からメキシコで3か所、アメリカでは2か所においていずれも局地的な発生が確認された。その後、メキシコのメキシコシティ、アメリカのテキサス州とカリフォルニア州の3か所にて確認された。感染者はいずれも20歳以下の青少年だった。他にも感染が疑われるケースは1,000以上にも及び、これら全てを把握することは不可能に近かったため、WHOの緊急委員会は「すべての国が、通常とは異なるインフルエンザのような症状や深刻な肺炎に対する監視態勢を強化する」よう勧告した。2009年4月24日の段階では、メキシコで感染が疑われている例は大半が比較的若い年齢層で、小児や高齢者の感染確認例は無かった。これらの患者からは、ヒト同士でも感染するA型インフルエンザウイルスのH1N1亜型が検出されている。
4月に入り、WHOはアメリカのアメリカ疾病予防管理センター (CDC) から7件の確定と9件の疑い例の報告を受理した。WHOの陳馮富珍事務局長は、4月25日の緊急委員会の会合に先立ち、感染が世界的流行（パンデミック）につながるかどうかについて「断定はできない」とした上で、「その可能性はある。人に感染しているからだ」と懸念も表明している。同会合（第1回会合）後の記者会見で、陳馮富珍事務局長は「報告のあった症例に関する臨床的特徴、疫学、ウイルス学及び適切な対応に関して、情報が不十分な点が多いことが分かった」としながらも、緊急委員会の助言に基づいてWHOの国際保健規則(IHR)が定める「国際的に懸念される公衆衛生上の緊急事態」(PHEIC) に該当する史上初の状況と決定したことを表明した。その後、WHOの緊急委員会は4月27日の会合で世界的流行の警戒水準（下の節を参照）をフェーズ3からフェーズ4に引き上げることを決定。さらに4月29日には、各国の専門家らによるWHOの電話会議でフェーズ5への引き上げを決定、陳馮富珍事務局長が記者会見で発表した。そして、その後も世界中で感染が拡大し続け、WHOは同年6月11日にフェーズ6を宣言するに至った。
2009年6月に、アメリカは「証明できる手段はないが、メキシコで発生したとされる世論とは異なりアジア由来だと考えられる」とコメントした。しかし、後のマウントサイナイ医科大学の調査ではメキシコ中央部で発生した可能性を指摘している。

## 症状
H1N1インフルエンザの症状は他のインフルエンザの症状と似ており、発熱、咳（通常は乾咳）、頭痛、筋肉や関節の痛み、喉の痛み、悪寒、倦怠感、鼻水などがある。下痢、嘔吐、神経学的問題も報告されることがある。重篤な合併症のリスクが高い人口は、65歳以上、5歳未満の子供、神経発達障害のある子供、妊婦（特に妊娠後期）などである。

### トリアージ基準
各種ガイドラインで示されたトリアージ基準は以下の通り。

1. 重症 - 呼吸困難・異常に早い呼吸・けいれん・意識障害など
2. 軽症 - 急な38度以上の熱・せき・のどの痛みなど通常の風邪と同程度
3. 症状がない

- 重症の場合 - すぐに、119番。救急隊到着までの数分間（3 - 6分）に心肺蘇生が必要になる可能性も
- 軽症の場合(通常の風邪と同程度) - 感染が疑われる場合は早期受診を(日本感染症学会[29]、感染研)[28][30][31][32]
- 発症後48時間 - 急激な重症化の危険性があるので、発症後48時間は目を離さないでほしい
  - 基礎疾患の有無に関わらず、重症化の兆候が認められる場合は、すぐに119番などできる限り早急に医療機関を受診し抗ウイルス薬投与を
  - 17歳以下・65歳以上・高リスク者、特に2歳以下の小児の様子を注意深く観察し、早めの受診を心がけてほしい
  - タミフルの処方の有無を問わず、急激に重症化したり飛び降りる場合もあるので、一人にならないよう配慮し、目を離さないでほしい[33]。

### 高リスク層
下記の人々は、特に注意が必要とされる。
- 妊娠中の女性 - 特に妊娠28週以降。妊婦はそうでない一般集団より集中治療室を必要とする確率が10倍高い[35]
- 5歳以下の子供 - 2歳以下の小児は特に注意が必要。目を離さないでほしい。
- 65歳以上の人 - 1930年以降に生まれた80歳未満の人のほとんどは免疫がない[36][37]。免疫を持たない人は重症化が懸念される(感染研)
- 持病のある人 - 腎臓・心臓・呼吸器・神経に病気・障害のある人、糖尿病など代謝性疾患の人、免疫機能不全の人(癌、ステロイド全身投与、メタボリックシンドローム等)
- 免疫力が低下 - 栄養状態が悪い、過労、睡眠不足、体力が落ちている場合など
- 治療までに時間がある - 抗インフルエンザ治療薬の投与が発症後48時間以内に行われていない（欧米、カナダ、メキシコ）[38]、貧困(アメリカ、メキシコ、中国)、医療アクセスが悪い(アメリカ、ウクライナ、オーストラリアのアボリジニ)など

## 感染力
CDCによると、18歳以下が家庭内感染・発症する確率は、19 - 50歳の2倍。4歳以下の乳幼児は3.5倍、51歳以上は0.4倍。家庭内感染の大半は、最初の患者が発症して間もない時期か、その直前に起きると考えられ、家族に感染し発症するまでの期間は、平均2.6日

## 予防

### 個人における衛生
メイヨークリニックは季節性インフルエンザの感染を個人のレベルで予防する方法を提唱しているが、それは新型インフルエンザに対しても応用可能である。それは、可能な時に予防接種を受けること、頻回に充分に手洗いをすること、新鮮な野菜と果物を含むバランスのとれた栄養、全粒穀物、脂肪の少ない蛋白質、充分な睡眠、恒常的に運動すること、人ごみを避けることなどである。
WHOなどが提唱する他の追加的な予防法：口や鼻を触らない（感染者の手に付着したウイルスがボタン・ドアノブ・手すり・つり革などに付着し、他者がそれらを触れ、そのまま手で口や鼻を触ると感染する可能性が高い）。うがいをする。石鹸で手洗い。症状のある人に近づかない。部屋を換気し、温度・湿度を高めに保つ。
- マスクを着用
  - 口の両脇が空いてしまうマスクは、99%と表示されていても99%遮断の効果はない[41]
  - 外出時はマスクを着用する人がほとんどであった神戸・大阪では感染拡大が百人単位で収束
  - 外出時にマスク着用の習慣のないカナダ・米国への渡航者に集団感染
  - 手作りマスク - マスクが品切れになった神戸などでは、家庭・学校などでマスクの手作りが行われた[42]。
- 室内は、換気・室温高め・湿度高め - 室内にぬれタオルを干すなど工夫を[43]。暖房・冷房で部屋を閉め切ると、感染の危険性が高まる。新型ウイルスは湿気を嫌い低温を好む
  - 室内でのスカーフ・マフラーなど防寒着の着用。体温を暖かく維持
- 手のケア
  - 外出中は、ボタン・ドアノブ・手すり・つり革などはティッシュの上から触れる
  - 外出後は手洗い
- 口のケア
  - 外出後はうがい
  - こまめに水分補給。のどが渇かないようにする

### 感染管理
- 周囲に感染させない- 高リスク者の感染を防ぐには、感染患者による2次被害防止は必要不可欠。新型インフルエンザは弱毒性ではない[44]。4月のウイルスは重篤な全身症状を生じる遺伝子を欠くために季節性インフルエンザと同様に主に呼吸器の症状にとどまり、3 - 7月の致死率は約200万人が死亡したアジア風邪並みの約0.5%（オランダ・ユトレヒト大学の西浦博氏ら）であったが、10月には致死率は2 - 9%へ上昇[45]している。
- マスクの着用 - 症状が出た人はマスクを着用し、外出を自粛し、他人にせきやくしゃみをかけないよう推奨されている[46][47]。マスクにより、せきの飛沫は95〜99%減少。患者全員が真剣にマスクをすれば、感染抑止力は大きい（西村秀一 仙台医療センター ウイルスセンター長）
- 自宅待機 - 自宅待機の目安となる体温は37.5度。家族などとは別の部屋で過ごして接触を避ける。タオルは家族などとは違うものを使用し、マスクを着用。窓を開けての換気と水分補給はこまめに。十分に睡眠。熱が下がってから2 - 7日間は外出を控える[28]。
- 通院前に電話で行動を確認 - 必ず、通院前に電話で医療機関に受診場所・受診時間・入り口などを確認[28][48]
- 大きな効果 - 患者1人がマスクを着用し外出を控えると、感染患者・国内患者総数は40 - 75%に減少、効果はワクチン1600万人分に匹敵（田中剛平・東京大学助教（数理工学）、合原一幸教授・東京大生産技術研究所）

### 新型インフルエンザワクチン
2009 - 2010年時点の情報であり、英国医師会は有効性の根拠となるデータに疑問を示した（#治療参照）
- 対象：スペイン風邪では医療従事者の感染が多く医療体制が崩壊したため、医療従事者に優先接種。季節性インフルエンザの高リスク層（幼児・高齢者）より、新型インフルエンザ感染者の多い集団を優先すべき(米ジョージ・ワシントン大学のシモンセン教授。2009年5月9日 Bloomberg)。日本では、2009年9月8日までに入院した患者は、19歳以下が75%、基礎疾患なしが55%[49]であったため、同年11月以降に小児に優先接種、以降は感染者総数が減少。
- 接種回数：小児と免疫不全以外を1回にすることでより多くの人へ接種するよう推奨[50][51]
  - 「2回接種」より「1回で2倍の人口」が効果(科学技術振興機構、神戸大)[52]
- 変異型：重篤な症状を生じている変異型にも有効[53]
- 供給：WHOは、発展途上国など85か国でワクチン調達の見込みがないと資金・技術の提供を呼びかけ、米英仏は自国で確保したワクチンから5000万回分を寄贈[54][55]、グラクソ・スミスクライン社は5000万本を寄贈し途上国95か国へ配布[56]。
- 2010-11年冬は、季節性ワクチンへの新型ワクチンの組み込みを推奨[57]

アメリカ
- CDCは接種を推奨 しているが、成人の過半数と子供の3割に接種希望がなく[58][59]、2月5日までに米国民の約23.4%、18歳以下の子供では約37%が接種[60]

欧州
- 副作用への懸念や、H1N1インフルエンザの毒性は強くないと考えられて、確保したワクチンの8 - 9割に接種希望がなく、接種率が極めて低い[61]
- 英：接種率17%。病院を訪れる人の54%、妊婦の95%がワクチン接種を拒否[62]
- 仏：接種率14%。追加注文の5割を解約[63]
- 独：接種率8%。追加注文の3割を解約[63]
- 伊：接種率5%
- ポーランド：ワクチンを一切輸入していないが死亡率は他の欧州諸国と大差なかった[63]

| スイスの対応                                                             | 接種可能           | 接種禁止                       | 備考   |
| ------------------------------------------------------------------------ | ------------------ | ------------------------------ | ------ |
| ノバルティス社（本社：スイス）のワクチン「フォセトリア」                 | 生後6カ月以上-成人 | 妊婦                           | EU認可 |
| グラクソ・スミスクライン社（本社：イギリス）のワクチン「パンデムリクス」 |                    | 60歳以上、妊婦、18歳未満の子供 |        |

### 政府による医薬品以外の対策
- 発熱相談センター
  - 発熱相談センターの有効性。住民は冷静に対応でき、不要不急の救急要請が抑制され、救急搬送全体が逼迫することなく機能[65]
- 医療体制
  - 小児用の医療体制。発症時の万全の医療体制があれば、今回は医療体制を維持するために行われた、学級閉鎖は必要ない
  - 厳寒期における基礎疾患のある高齢者などへのワクチン接種について、自宅からワクチン接種会場（病院など）への行政による送迎
  - 入院施設。発症して外来を訪れる全ての小児患者・ハイリスク者について、投薬中の5日間入院が可能であれば、投薬後の様態急変に100%対処できる
  - 貧困状態にある人・子への無償治療・無償ワクチン。不況に伴う失業・非正規労働などで貧困状態にある人・子は、感染時に通院できず治療を受けていない
- 職場
  - 感染者の自宅待機(無給では従業員は休まないので、政府から資金面で補償をとの意見も)
  - 感染者の同居者の自宅待機(同)
  - 通勤時の混雑を回避（出勤時間・通勤手段の変更など。国土交通政策研究所によると、8割は、通勤における混雑回避に勤務先の指示が必要[66]）
  - 自宅勤務
  - 休暇取得
- 入国者・帰国者への検疫
  - ガザ地区（パレスチナ自治区、09年11月)：感染者なし。封鎖中。隣国は死者が出ている(イスラエル:48人、エジプト:7人)[67]
  - 日本の死亡率は著しく低い(米国の1/16、アルゼンチンの1/73[68])

## 治療

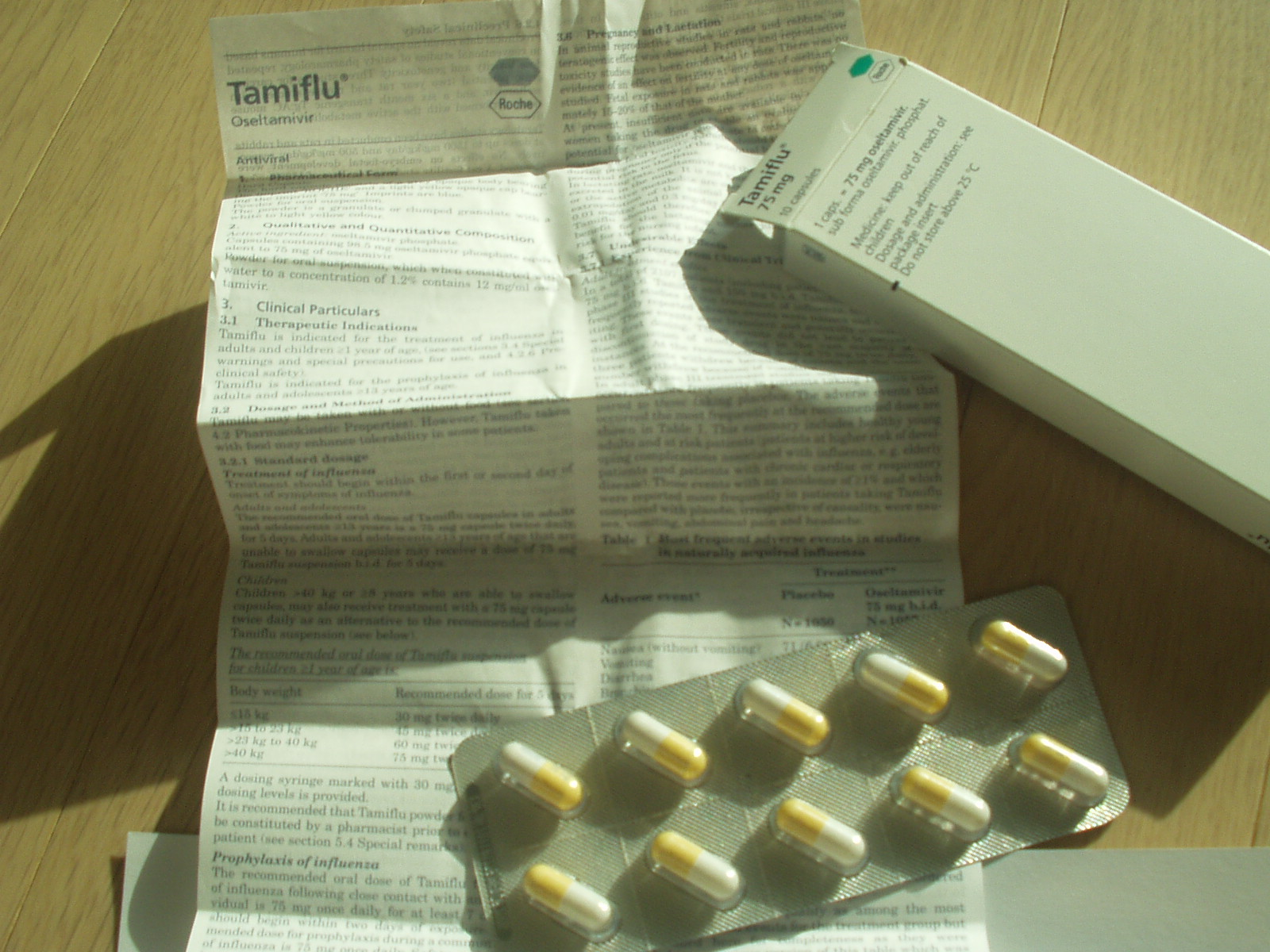
タミフル

治療法は従来のインフルエンザと同様である。特徴的な事としては、治療薬の予防目的使用が推し進められた点がある。
アメリカ疫病予防管理センター (CDC) は、健康な人、大人でも子供でも大部分は抗ウイルス薬がなくても休養すれば治るもので、抗ウイルス薬による治療は必要なく、薬の備蓄には限りがあり、過剰に投与すれば耐性ウイルスの危険性があるとした。
2009年には、WHOなどによると、インフルエンザ症状がある場合は、検査結果の確定を待つことなくできるだけ早期のタミフル投与が重要とされた。発症後48時間を越えるとウイルスは既に最大限増殖してしまった後となり、効果は低くなる。子供用タミフルの不足に伴い、大人用を分解して処方している場合もある。
日本感染症学会の提言では、病院施設、高齢者施設においてインフルエンザが発生した場合、ワクチン接種の有無にかかわらず、同居者に対して抗インフルエンザ薬の予防的投与を行うとの方針を取った。
しかしWHOやアメリカCDC、欧州ECDCタミフルを推奨したが、その根拠となるデータは確認しておらずまたロシュは臨床試験の完全なデータを公開すると約束していたが、その大部分は未発表のままであった。『イギリス医師会雑誌』（BMJ）はサイトを立ち上げ、ロシュ社に対して完全な臨床試験データを公開するよう促した。2012年には、コクラン共同計画が日本、アメリカ、欧州の規制機関に提出された臨床試験のデータをシステマティック・レビューし、21時間発症時間が短縮されることと、感染や入院のリスクを低下させるかは結論できないとし、また出版バイアスの可能性を発見した。そして2014年には提出された完全なデータに基づいて、報告は改定された。伴って、コクラン共同計画とBMJは声明を出した。それは、出版バイアスを除外した24,000人以上からの分析からは、オセルタミビル（タミフル）とザナミビル（リレンザ）は、当初の使用の理由である入院や合併症を減少させるという十分な証拠はなく、成人では発症時間を7日から6.3日に減少させ、小児では効果は不明であり、5%に嘔吐・悪心の副作用が生じ、精神医学的な副作用を1%増加させるとし、世界的な備蓄が必要なほどの恩恵があるかどうかの見直しの必要性を報告した。このH1N1インフルエンザの流行中に実施された臨床試験は0に近いため、オセルタミビルとザナミビルがどれほど有効かは不明である。

## 各国政府の対応
各国は、インフルエンザの流行に備えて、数千億円規模を投じてオセルタミビル（タミフル）を備蓄したが、不発に終わり、後には政府や科学者に対する「エフ・ホフマン・ラ・ロシュ」による影響があったためとみなされている。

### 日本
2009年4月26日、麻生太郎首相が検疫体制の強化や在外日本人への情報提供などの体制を指示、厚生労働省や自治体に電話相談窓口が開設された。4月27日、厚生労働省が感染の疑いのある帰国者・入国者を留め置く停留施設を成田周辺で約500室を確保した。4月28日からはメキシコ、米国、カナダから成田、中部、関西、福岡の国内4空港に到着した国際便については、降機前に乗客に機内検疫（健康質問表への記入、サーモグラフィーなどで体温を計測し問診を行なう）の実施を始めた。
4月29日からは「臨船検疫」も開始され、横浜、神戸、関門の港についても、上記3か国からの乗員乗客への検疫体制が強化される。だが、日本全国の検疫官は358人（2009年度）であり、十分な水際対策を行うには人手不足であった。検疫官不足解消のため、防衛医科大学校職員と陸上自衛隊医官の応援派遣が実施された。また4月30日より、品種改良の目的で輸入された生きた豚の全頭検査も開始された。
国内各地で保健所での「発熱相談センター」や医療機関での「発熱外来」が順次設けられ、4月28日から開設された。同日、政府は「新型インフルエンザ対策本部」を設置し「基本的対処方針」を決定した。地方自治体の動きとしては、5月5日に最初の感染者が神戸市で発見されたことにより、5月17日に兵庫県庁が「緊急事態宣言」を発表した。
政府の方針転換を受けて、7月24日以降に全数検査を全国で中止するよう通達が出され、発熱外来も多くの保健所で廃止し、全ての医療機関で受診、治療を受けられるようにした。また、東京などの都市部では、A型インフルエンザと判定された場合でも、従来型か新型かの追加検査を行わない方針とした保健所が多い。これにより、都市部では通常の季節性インフルエンザと同等の扱いとなるが、都市部以外では依然として独自に自治体内の新型感染者数の全数調査を行うなど、特別扱いしている地方も多く、全国で対応が統一されるには至らなかった。
また、法的措置としては当初、感染症法に基づく対処を目論んでいたが、公衆衛生上の対策（例として、外出自粛や学校、興行場、催物の制限など）を市民に要請する際に、感染症法では興業の制限などの要請を想定しておらず対応が出来ないことが明らかとなった。この事態を踏まえ、2012年5月に新型インフルエンザ等対策特別措置法が施行された。

### アメリカ合衆国
アメリカ合衆国（アメリカ）は2009年4月26日、ジャネット・ナポリターノ国土安全保障長官が緊急記者会見において、「公衆衛生に関する緊急事態」を宣言した。
2009年10月24日、アメリカのバラク・オバマ大統領が新型インフルエンザを深刻な自然災害などに準ずる国家非常事態に指定する宣言に署名した。アメリカでは新型インフルによる死者が23日に1000人を突破し、ワクチンの調達確保など対策強化が必要な状況になっている。

### イスラム圏
エジプト政府は2009年4月29日、人民議会の勧告を飲む形で、同国内で飼育されている豚の処分に着手した。イスラム教では豚は不浄の動物とされる一方で飼い主たちはキリスト教系のコプト派信者だったが、あるイスラム原理主義系議員は「宗教上の理由で豚の飼育に反対しているわけではない」と読売新聞に語っている。なお、エジプトでは豚が処分された結果、今まで豚が生ゴミの処分を行っていたため生ゴミが処分されずに町中に溢れかえりゴミ問題が深刻化している。

## 統計
| 地域・国       | 調査時期            | 発症者                                             | 入院患者 | 重症患者 | 死亡 | 備考 |
| -------------- | ------------------- | -------------------------------------------------- | --- | --- | --- | --- |
| 世界           | 09年3 - 10月        | 10 - 24歳が大半。千人単位で流行                    | 最多は0 - 5歳。10%が妊婦 | ICU:10 - 25% 妊婦のICU使用率:他の10倍 | 2 - 9%。9割に持病(最多は肥満・糖尿病・メタボ）。多くは60歳以下 | 診療を統計より優先しているため、実際の感染者数・死亡者数は公表値より多い |
| 豪州           | 09年6 - 8月(冬)     |                                                    | 例年の約15倍。 65歳以下が9割以上 | ICU:最長2週間(中央値:7日) 入院患者の60%が人工呼吸器を使用(4 - 16日、中央値:8日) | 最多は5歳未満の子供 | 妊婦:9.1%、肥満度(BMI)35以上:28.6%、リスク要因の全くない成人:約3割 |
| 中南米         | 09年6 - 8月(冬)     |                                                    | 0 - 5歳、15 - 24歳がほとんど(アルゼンチン) | 発症後すぐに治療を受けた人のほとんどは回復(メキシコ) | 肥満、糖尿病、喘息、慢性腎疾患を持つ人が多かった（ペルー）、肺炎球菌の重複感染で重症化し致死率4.5%(アルゼンチン)、市販薬で治そうとした人に死者が多い(メキシコ)                            | 致死率は、発症後2 - 3日以内に抗インフル治療薬を投与したチリで低く、同様の対応がほとんど取られなかったブラジルとアルゼンチンで高い |
| アメリカ       | 09年4月-10年1月12日 | 4100 - 8400万人                                    | 18万3000 - 37万8000人。糖尿病:19% | 糖尿病患者のICU使用率:25%。重度肥満の入院率は他の4倍 | 8330 - 1万7160人。子供の死亡率は他の年齢層の5倍、重度肥満の死亡率は他の4倍 | 生存例と死亡例の違いは、48時間以内の抗インフルエンザ治療薬投与の有無 |
| 欧州           | 09年4 - 11月        |                                                    | | | 最多はメタボ 英国:40% | 戦略は、弱い人を守る。英国は昨冬、暖房代節約の高齢者多数が死亡 |
| 日本           | 09年8 - 10年1月     | 受診は2043万人                                     | 最多は5 - 9歳。推計11723人(-12月) | 重症肺炎が多発。多くが発症後12 - 48時間に重症化。脳症は5 - 9歳が最多 | 抗インフル治療薬の備蓄による発症後の早期の投与が功奏し、死亡者は大幅に少なかった | 総体的に慢性疾患患者の受診さえ減少しているため、医療アクセスの喪失・貧困などにより、通院しなかった患者・死者は多数と推定 |
| (スペイン風邪) | 1918年5月-1919年秋  | 人類の約半数。第1波の感染者は、第2波に感染しにくい | 初期に医師多数が倒れ、多くの患者が治療を受けることができずとても困った。栄養・睡眠・温度管理・医療レベルが極端に低い戦争中(-1919年6月)に重症者・死者が多く、戦後は重症者・死者が激減した可能性 | 初期に医師多数が倒れ、多くの患者が治療を受けることができずとても困った。栄養・睡眠・温度管理・医療レベルが極端に低い戦争中(-1919年6月)に重症者・死者が多く、戦後は重症者・死者が激減した可能性 | 直接死因は大部分が肺炎。計3波で5000万人。秋冬に激増。第一次世界大戦と飢饉の影響で健康な20 - 40歳が多かった。1918年春(毒性が弱い第1波)の感染者は、秋(致死型の第2波)における死亡率が70%低い | 日常生活の管理・社会的距離の確保・治療薬・人工呼吸器・医療従事者へのワクチン優先接種・医療体制の確保などにより、現在は被害をより抑制できる(2008年5月25日日本経済新聞「蘇れ医療」第一部ほころびる制度(3)「貧しく栄養状態の悪い人から犠牲になった」) |

|                            |                            | 0 - 9歳    | 10 - 19歳  | 20 - 29歳 | 30 - 39歳                                                    | 40 - 49歳                                                    | 50 - 59歳                                                    | 60 - 69歳                    | 70 - 79歳                    | 80歳以上                     | 感染研、WHO、学会などの考察 |
| -------------------------- | -------------------------- | ---------- | ---------- | --------- | ------------------------------------------------------------ | ------------------------------------------------------------ | ------------------------------------------------------------ | ---------------------------- | ---------------------------- | ---------------------------- | --- |
| 主な感染者層 (7/6 - 11/15) | 主な感染者層 (7/6 - 11/15) | 38.6%      | 47.4%      | 5.6%      | 3.9%                                                         | 2.7%                                                         | 1.0%                                                         | 0.9%                         | 0.9%                         | 0.9%                         | 小児医療体制の充実が重要。5歳以下は発症後24時間以内、5歳以上は発症後48時間以内の抗インフルエンザ治療薬の投与が生死を分けている。日本小児科学会は、ワクチン接種を推奨 |
| 入院 (-3月31日)            | 基礎疾患なし               | 46.5%      | 11.1%      | 1.3%      | 0.9%                                                         | 0.8%                                                         | 0.6%                                                         | 0.5%                         | 0.5%                         | 0.5%                         | 62.6% |
| 入院 (-3月31日)            | 基礎疾患あり               | 18.3%      | 6.5%       | 1.2%      | 1.4%                                                         | 1.5%                                                         | 2.1%                                                         | 2.2%                         | 2.4%                         | 1.8%                         | 入院患者の基礎疾患の60%は慢性呼吸器疾患 |
| 重症 (-3月31日)            | 人工呼吸器                 | 47.1%      | 11.0%      | 3.7%      | 4.8%                                                         | 7.5%                                                         | 9.2%                                                         | 6.9%                         | 6.7%                         | 3.1%                         | 発熱後12 - 48時間で重症化。最多は5 - 8歳、死亡は5人、多くは感染初期に重症化しやすいウイルス性肺炎、肺炎による入院は最大1万人 |
| 重症 (-3月31日)            | 脳症                       | 68.1%      | 21.2%      | 2.4%      | 1.8%                                                         | 1.5%                                                         | 1.5%                                                         | 1.5%                         | 1.5%                         | 0.6%                         | 感染研のまとめ。発熱当日-48時間で重症化しやすく、全例で意識障害、中心年齢層は5―9歳、年齢分布は1 - 70歳、死亡・後遺症は計22人。新型ウイルスは肺まで達しやすく、脳症につながりやすい |
| 死亡 (-3月30日)            | 基礎疾患なし               | 12.6%      | 1.5%       | 3.5%      | 3.0%                                                         | 4.5%                                                         | 4.0%                                                         | なし                         | 1.0%                         | なし                         | 14歳以下はほぼ全員が自宅で重症化。 症状がなく通院前に自宅で突然死1例(4歳)、 症状があり通院前に自宅で突然死3例(0 - 2歳)、 症状があり通院後自宅療養中に重症化20例。 感染者の2割は発熱などの症状が出ない。注意が必要                                                                         |
| 死亡 (-3月30日)            | 基礎疾患あり               | 4.0%       | 2.5%       | 2.0%      | 4.0%                                                         | 11.1%                                                        | 11.6%                                                        | 12.6%                        | 10.6%                        | 11.1%                        | 70%。通院後、帰路・自宅で重症化・死亡も多い。 0 - 29歳は喘息等の呼吸器疾患/神経疾患/肥満/糖尿。 20 - 69歳は糖尿病/呼吸器疾患/心臓疾患/高血圧、 70歳以上は呼吸器疾患/心臓疾患/糖尿病が多い。肥満・糖尿病・高血圧・心臓疾患・メタボの多くは、食事療法・規則的な生活・適度な運動で予防できる |
| 感染研・厚労省の考察       | 感染研・厚労省の考察       | 感染の主体 | 感染の主体 |           | 看病の母親も感染の主体。家庭から地域社会へ流行が拡大する恐れ | 看病の母親も感染の主体。家庭から地域社会へ流行が拡大する恐れ | 看病の母親も感染の主体。家庭から地域社会へ流行が拡大する恐れ | 感染時の死亡率はもっとも高い | 感染時の死亡率はもっとも高い | 感染時の死亡率はもっとも高い | 一番体が弱く、季節性インフルエンザで数多く死亡する65歳以上は、まだほとんどかかっていない。65歳以上に流行が広がれば、死者が増加する可能性 |

## 感染の状況（感染確認事例数）

新型インフルエンザの感染の状況
死亡者が確認された国・地域
感染者が確認された国・地域
感染の疑いのある者が存在する国・地域
感染者がまだ確認されていない国・地域

新型インフルエンザの感染者数
5000人以上の感染者が確認された国・地域
500 - 4999人の感染者が確認された国・地域
50 - 499人の感染者が確認された国・地域
5 - 49人の感染者が確認された国・地域
1 - 4人の感染者が確認された国・地域
感染者がまだ確認されていない国・地域

### 日本

日本での新型インフルエンザの感染状況
死亡者が確認された都道府県
感染者が確認された都道府県
感染者がまだ確認されていない都道府県

厚生労働省は、重症化や死亡した例などを除いて新型インフルエンザかどうかを調べるPCR（遺伝子）検査を当分の間行わなくてよいとしたため、現在の国内の正確な感染者数は不明であるが、国立感染症研究所は2009年第28週（同年7月12日）以降これまでの累積の推計患者数は約1546万人に達したと推計している。
また、ここには国立感染症研究所が発表した2009年12月7日-12月13日（2009年第50週）の間に都道府県ごとに簡易検査でインフルエンザA型と診断された人数（全国約5000カ所の定点医療機関からの報告数のみ）と、同定点医療機関の1医療機関あたりの人数、それに2009年12月21日までの新型インフルエンザによる死者数が掲載されている。
※1 新型か季節性かは不明だが、ほとんどは新型とみられている。

### 感染確認の推移
| 発表 | UTC現在          | 国   | 国 | 確認事例 うち ()内は死亡事例 | 確認事例 うち ()内は死亡事例 | 確認事例 うち ()内は死亡事例 | 確認事例 うち ()内は死亡事例 | 確認事例 うち ()内は死亡事例 | 確認事例 うち ()内は死亡事例 | 確認事例 うち ()内は死亡事例 | 確認事例 うち ()内は死亡事例 | 確認事例 うち ()内は死亡事例 |
| 発表 | UTC現在          | 国数 | 初確認 国・地域 | 世界                         | アメリカ                     | メキシコ                     | カナダ                       | 日本                         | イギリス                     | チリ                         | オーストラリア               |                              |
| ---- | ---------------- | ---- | --- | ---------------------------- | ---------------------------- | ---------------------------- | ---------------------------- | ---------------------------- | ---------------------------- | ---------------------------- | ---------------------------- | ---------------------------- |
| 1    | 2009-04-24       | 2    | メキシコ、アメリカ | 25 (不明)                    | 7 (不明)                     | 18 (不明)                    |                              |                              |                              |                              |                              |                              |
| 2    | 2009-04-26       | 2    | ― | 38 (不明)                    | 20 (不明)                    | 18 (不明)                    |                              |                              |                              |                              |                              |                              |
| 3    | 2009-04-27       | 4    | カナダ、スペイン | 73 ( 7)                      | 40                           | 26 (7)                       | 6                            |                              |                              |                              |                              |                              |
| 4    | 2009-04-28 19:15 | 7    | ニュージーランド、 イギリス、イスラエル | 105 ( 7)                     | 64                           | 26 (7)                       | 6                            |                              | 2                            |                              |                              |                              |
| 5    | 2009-04-29 18:00 | 9    | オーストリア、 ドイツ | 148 ( 8)                     | 91 (1)                       | 26 (7)                       | 13                           |                              | 5                            |                              |                              |                              |
| 6    | 2009-04-30 17:00 | 11   | オランダ、スイス | 257 ( 8)                     | 109 (1)                      | 97 (7)                       | 19                           |                              | 8                            |                              |                              |                              |
| 7    | 2009-05-01 06:00 | 11   | ― | 331 (10)                     | 109 (1)                      | 156 (9)                      | 34                           |                              | 8                            |                              |                              |                              |
| 8.1  | 2009-05-01 23:30 | 13   | 中国（香港）、 デンマーク | 367 (10)                     | 141 (1)                      | 156 (9)                      | 34                           |                              | 8                            |                              |                              |                              |
| 9    | 2009-05-02 06:00 | 15   | フランス、韓国 | 615 (17)                     | 141 (1)                      | 397 (16)                     | 34                           |                              | 13                           |                              |                              |                              |
| 10   | 2009-05-02 17:00 | 16   | コスタリカ | 658 (17)                     | 160 (1)                      | 397 (16)                     | 51                           |                              | 15                           |                              |                              |                              |
| 11   | 2009-05-03 06:00 | 17   | アイルランド | 787 (20)                     | 160 (1)                      | 509 (19)                     | 70                           |                              | 15                           |                              |                              |                              |
| 12   | 2009-05-03 16:00 | 18   | イタリア | 898 (20)                     | 226 (1)                      | 509 (19)                     | 85                           |                              | 15                           |                              |                              |                              |
| 13   | 2009-05-04 06:00 | 20   | コロンビア、 エルサルバドル | 985 (26)                     | 226 (1)                      | 590 (25)                     | 85                           |                              | 15                           |                              |                              |                              |
| 14   | 2009-05-04 18:00 | 21   | ポルトガル | 1085 (26)                    | 286 (1)                      | 590 (25)                     | 101                          |                              | 18                           |                              |                              |                              |
| 15   | 2009-05-05 06:00 | 21   | ― | 1124 (26)                    | 286 (1)                      | 590 (25)                     | 140                          |                              | 18                           |                              |                              |                              |
| 16   | 2009-05-05 16:00 | 21   | ― | 1490 (30)                    | 403 (1)                      | 822 (29)                     | 140                          |                              | 27                           |                              |                              |                              |
| 17   | 2009-05-06 06:00 | 22   | グアテマラ | 1516 (30)                    | 403 (1)                      | 822 (29)                     | 165                          |                              | 27                           |                              |                              |                              |
| 18   | 2009-05-06 16:00 | 23   | スウェーデン | 1893 (31)                    | 642 (2)                      | 942 (29)                     | 165                          |                              | 28                           |                              |                              |                              |
| 19   | 2009-05-07 06:00 | 23   | ― | 2099 (44)                    | 642 (2)                      | 1112 (42)                    | 201                          |                              | 28                           |                              |                              |                              |
| 20   | 2009-05-07 18:00 | 24   | ポーランド | 2371 (44)                    | 896 (2)                      | 1112 (42)                    | 201                          |                              | 32                           |                              |                              |                              |
| 21   | 2009-05-08 06:00 | 24   | ― | 2384 (44)                    | 896 (2)                      | 1112 (42)                    | 214                          |                              | 32                           |                              |                              |                              |
| 22   | 2009-05-08 16:00 | 25   | ブラジル | 2500 (46)                    | 896 (2)                      | 1204 (44)                    | 214                          |                              | 34                           |                              |                              |                              |
| 23   | 2009-05-09 06:00 | 29   | オーストラリア、日本、 パナマ、アルゼンチン | 3440 (48)                    | 1639 (2)                     | 1364 (45)                    | 242 (1)                      | 3                            | 34                           |                              | 1                            |                              |
| 24   | 2009-05-10 07:30 | 29   | ― | 4379 (49)                    | 2254 (2)                     | 1626 (45)                    | 280 (1)                      | 4                            | 39                           |                              | 1                            |                              |
| 25   | 2009-05-11 06:00 | 30   | 中国（本土）、 ノルウェー | 4694 (53)                    | 2532 (3)                     | 1626 (48)                    | 284 (1)                      | 4                            | 47                           |                              | 1                            |                              |
| 26   | 2009-05-12 06:00 | 30   | ― | 5251 (61)                    | 2600 (3)                     | 2059 (56)                    | 330 (1)                      | 4                            | 55                           |                              | 1                            |                              |
| 27   | 2009-05-13 06:00 | 33   | キューバ、タイ、 フィンランド | 5728 (61)                    | 3009 (3)                     | 2059 (56)                    | 358 (1)                      | 4                            | 68                           |                              | 1                            |                              |
| 28   | 2009-05-14 06:00 | 33   | ― | 6497 (65)                    | 3352 (3)                     | 2446 (60)                    | 389 (1)                      | 4                            | 71                           |                              | 1                            |                              |
| 29   | 2009-05-15 06:00 | 34   | ベルギー | 7520 (65)                    | 4298 (3)                     | 2446 (60)                    | 449 (1)                      | 4                            | 71                           |                              | 1                            |                              |
| 30   | 2009-05-16 07:00 | 36   | エクアドル、ペルー | 8451 (72)                    | 4714 (4)                     | 2895 (66)                    | 496 (1)                      | 4                            | 78                           |                              | 1                            |                              |
| 31   | 2009-05-17 06:00 | 39   | インド、マレーシア、 トルコ | 8480 (72)                    | 4714 (4)                     | 2895 (66)                    | 496 (1)                      | 7                            | 82                           |                              | 1                            |                              |
| 32   | 2009-05-18 06:00 | 40   | チリ | 8829 (74)                    | 4714 (4)                     | 3103 (68)                    | 496 (1)                      | 125                          | 101                          | 1                            | 1                            |                              |
| 33   | 2009-05-19 06:00 | 40   | ― | 9830 (79)                    | 5123 (5)                     | 3648 (72)                    | 496 (1)                      | 159                          | 102                          | 4                            | 1                            |                              |
| 34   | 2009-05-20 06:00 | 41   | ギリシャ | 10243 (80)                   | 5469 (6)                     | 3648 (72)                    | 496 (1)                      | 210                          | 102                          | 5                            | 1                            |                              |
| 35   | 2009-05-21 06:00 | 41   | ― | 11034 (85)                   | 5710 (8)                     | 3892 (75)                    | 719 (1)                      | 259                          | 109                          | 5                            | 3                            |                              |
| 36   | 2009-05-22 06:00 | 42   | フィリピン | 11168 (86)                   | 5764 (9)                     | 3892 (75)                    | 719 (1)                      | 294                          | 112                          | 24                           | 7                            |                              |
| 37   | 2009-05-23 06:00 | 43   | ロシア、中華民国（台湾） | 12022 (86)                   | 6552 (9)                     | 3892 (75)                    | 719 (1)                      | 321                          | 117                          | 24                           | 12                           |                              |
| 38   | 2009-05-25 06:00 | 46   | アイスランド、 ホンジュラス、 クウェート | 12515 (91)                   | 6552 (9)                     | 4174 (80)                    | 805 (1)                      | 345                          | 122                          | 44                           | 16                           |                              |
| 39   | 2009-05-26 06:00 | 46   | ― | 12954 (92)                   | 6764 (10)                    | 4174 (80)                    | 921 (1)                      | 350                          | 137                          | 74                           | 19                           |                              |
| 40   | 2009-05-27 06:00 | 48   | シンガポール、 バーレーン | 13398 (95)                   | 6764 (10)                    | 4541 (83)                    | 921 (1)                      | 360                          | 137                          | 86                           | 39                           |                              |
| 41   | 2009-05-29 06:00 | 53   | ドミニカ共和国、 ウルグアイ、 チェコ、ルーマニア、 スロバキア、                                                                                   | 15510 (99)                   | 7927 (11)                    | 4910 (85)                    | 1118 (2)                     | 364                          | 203                          | 165                          | 147                          |                              |
| 42   | 2009-06-01 06:00 | 62   | バハマ、ジャマイカ、 ベネズエラ、ボリビア、 パラグアイ、ベトナム、 ハンガリー、キプロス、 エストニア                                              | 17410 (115)                  | 8975 (15)                    | 5029 (97)                    | 1336 (2)                     | 370                          | 229                          | 250                          | 297                          |                              |
| 43   | 2009-06-03 06:00 | 66   | レバノン、ニカラグア、 エジプト、ブルガリア | 19273 (117)                  | 10053 (17)                   | 5029 (97)                    | 1530 (2)                     | 385                          | 339                          | 313                          | 501                          |                              |
| 44   | 2009-06-05 06:00 | 69   | ルクセンブルク、 バルバドス、 サウジアラビア | 21940 (125)                  | 11054 (17)                   | 5563 (103)                   | 1795 (3)                     | 410                          | 428                          | 369 (1)                      | 876                          |                              |
| 45   | 2009-06-08 06:00 | 73   | ケイマン諸島、 ドミニカ国、 トリニダード・トバゴ、 アラブ首長国連邦                                                                               | 25288 (139)                  | 13217 (27)                   | 5717 (106)                   | 2115 (3)                     | 410                          | 557                          | 411 (1)                      | 1051                         |                              |
| 46   | 2009-06-10 06:00 | 74   | ウクライナ | 27737 (141)                  | 13217 (27)                   | 5717 (106)                   | 2446 (4)                     | 485                          | 666                          | 1694 (2)                     | 1224                         |                              |
| 47   | 2009-06-11 14:00 | 74   | ― | 28774 (144)                  | 13217 (27)                   | 6241 (108)                   | 2446 (4)                     | 518                          | 822                          | 1694 (2)                     | 1307                         |                              |
| 48   | 2009-06-12 07:00 | 74   | ― | 29669 (145)                  | 13217 (27)                   | 6241 (108)                   | 2978 (4)                     | 549                          | 822                          | 1694 (2)                     | 1307                         |                              |
| 49   | 2009-06-15 17:00 | 76   | モロッコ、 ヨルダン川西岸地区、 ガザ地区 | 35928 (163)                  | 17855 (45)                   | 6241 (108)                   | 2978 (4)                     | 605                          | 1226                         | 1694 (2)                     | 1823                         |                              |
| 50   | 2009-06-17 12:00 | 88   | イエメン、カタール、 ヴァージン諸島、 キュラソー島、 サモア、ジャージー、 スリランカ、マン島、 マルティニーク、 バミューダ、ポリネシア、 ヨルダン | 39620 (167)                  | 17855 (44)                   | 6241 (108)                   | 4049 (7)                     | 666                          | 1461 (1)                     | 2335 (2)                     | 2112                         |                              |
| 51   | 2009-06-19 07:00 | 94   | オマーン、スリナム、 セント・マーチン島、 パプアニューギニア、 南アフリカ、ラオス                                                                 | 44287 (180)                  | 17855 (44)                   | 7624 (113)                   | 4905 (12)                    | 690                          | 1752 (1)                     | 2199                         |                              |                              |
| 52   | 2009-06-22 07:00 | 99   | アルジェリア、スロベニア、 バングラデシュ、 フィジー、ブルネイ                                                                                    | 52160 (231)                  | 21449 (87)                   | 7624 (113)                   | 5710 (13)                    | 850                          | 2506 (1)                     | 4315 (4)                     | 2436 (1)                     |                              |
| 53   | 2009-06-24 07:00 | 108  | アンティグア・バーブーダ、 カーボヴェルデ、 エチオピア、カンボジア、 コートジボワール、 チュニジア、バヌアツ、 モンテネグロ、ラトビア             | 55867 (238)                  | 21449 (87)                   | 7847 (115)                   | 6457 (15)                    | 893                          | 2905 (1)                     | 4315 (4)                     | 2857 (2)                     |                              |
| 54   | 2009-06-26 07:00 | 112  | イラン、セルビア、 インドネシア、 ガーンジー | 59814 (263)                  | 21449 (87)                   | 8279 (116)                   | 6732 (19)                    | 1049                         | 3597 (1)                     | 5186 (7)                     | 3280 (3)                     |                              |
| 55   | 2009-06-29 09:00 | 116  | イラク、ネパール、 モナコ、リトアニア | 70893 (311)                  | 27717 (127)                  | 8279 (116)                   | 7775 (21)                    | 1212                         | 4250 (1)                     | 5186 (7)                     | 4038 (7)                     |                              |
| 56   | 2009-07-01 09:00 | 120  | ニューカレドニア、 ケニア、モーリシャス、 ミャンマー、セントルシア                                                                                | 77201 (332)                  | 27717 (127)                  | 8680 (116)                   | 7983 (25)                    | 1266                         | 6538 (3)                     | 6211 (12)                    | 4090 (7)                     |                              |
| 57   | 2009-07-03 09:00 | 125  | アルバ、ウガンダ、 パラオ、マルタ、 ボスニア・ヘルツェゴビナ                                                                                      | 89921 (382)                  | 33902 (170)                  | 10262 (119)                  | 7983 (25)                    | 1446                         | 7447 (3)                     | 7376 (14)                    | 4568 (9)                     |                              |
| 58   | 2009-07-06 09:00 | 135  | イギリス領ヴァージン諸島、 ガイアナ、クック諸島、 グアドループ、クロアチア、 セント・マーチン島、 シリア、プエルトリコ、 マケドニア、リビア       | 94512 (429)                  | 33902 (170)                  | 10262 (119)                  | 7983 (25)                    | 1790                         | 7447 (3)                     | 7376 (14)                    | 5298 (10)                    |                              |

2009年7月6日より、WHOの集計方法が変更された。
| 報告    | UTC現在    | 世界地域別・確認累計 感染者数 うち ()内は死者数 | 世界地域別・確認累計 感染者数 うち ()内は死者数 | 世界地域別・確認累計 感染者数 うち ()内は死者数 | 世界地域別・確認累計 感染者数 うち ()内は死者数 | 世界地域別・確認累計 感染者数 うち ()内は死者数 | 世界地域別・確認累計 感染者数 うち ()内は死者数 | 世界地域別・確認累計 感染者数 うち ()内は死者数 |
| 報告    | UTC現在    | アフリカ                                        | 南北アメリカ（注）                              | 東地中海                                        | ヨーロッパ                                      | 東南アジア                                      | 西太平洋                                        | 全世界                                          |
| ------- | ---------- | ----------------------------------------------- | ----------------------------------------------- | ----------------------------------------------- | ----------------------------------------------- | ----------------------------------------------- | ----------------------------------------------- | ----------------------------------------------- |
| 59      | 2009-07-27 | 157 (0)                                         | 87965 (707)                                     | 890 (1)                                         | 16556 (34)                                      | 7358 (44)                                       | 21577 (30)                                      | 134503 (816)                                    |
| 60      | 2009-08-04 | 229 (0)                                         | 98242 (1008)                                    | 1301 (1)                                        | 26089 (41)                                      | 9858 (65)                                       | 26661 (39)                                      | 162380 (1154)                                   |
| 61      | 2009-08-12 | 591 (1)                                         | 102905 (1274)                                   | 2546 (7)                                        | 32000超 (53)                                    | 11432 (83)                                      | 28120 (43)                                      | 177457 (1462)                                   |
| 62 改訂 | 2009-08-21 | 1469 (3)                                        | 105882 (1579)                                   | 2532 (8)                                        | 32000超 (53)                                    | 13172 (106)                                     | 27111 (50)                                      | 182166 (1799)                                   |
| 63      | 2009-08-28 | 3843 (11)                                       | 110113 (1876)                                   | 3128 (10)                                       | 42557超 (85以上)                                | 15771 (139)                                     | 34026 (64)                                      | 209438超 (2185以上)                             |
| 64      | 2009-09-04 | 3872 (11)                                       | 116046 (2234)                                   | 5031 (21)                                       | 46000超 (104以上)                               | 19362 (188)                                     | 63895 (279)                                     | 254206超 (2837以上)                             |
| 65      | 2009-09-11 | 6336 (35)                                       | 120653 (2467)                                   | 9844 (51)                                       | 49000超 (125以上)                               | 22387 (221)                                     | 69387 (306)                                     | 277607超 (3205以上)                             |
| 66      | 2009-09-18 | 8125 (40)                                       | 124126 (2625)                                   | 10533 (61)                                      | 52000超 (140以上)                               | 25339 (283)                                     | 76348 (337)                                     | 296471超 (3486以上)                             |
| 67      | 2009-09-25 | 8264 (41)                                       | 130488 (2948)                                   | 11621 (72)                                      | 53000超 (154以上)                               | 30293 (340)                                     | 85299 (362)                                     | 318925超 (3917以上)                             |
| 68      | 2009-10-02 | 8352 (42)                                       | 137147 (3020)                                   | 12008 (74)                                      | 56000超 (176以上)                               | 33594 (413)                                     | 96197 (383)                                     | 343298超 (4108以上)                             |
| 69      | 2009-10-09 | 12382 (70)                                      | 146016 (3292)                                   | 12861 (80)                                      | 59000超 (193以上)                               | 38038 (480)                                     | 109926 (410)                                    | 378223超 (4525以上)                             |
| 70      | 2009-10-16 | 12456 (70)                                      | 153697 (3406)                                   | 13855 (90)                                      | 61000超 (207以上)                               | 39522 (530)                                     | 118702 (432)                                    | 399232超 (4735以上)                             |
| 71      | 2009-10-23 | 13297 (75)                                      | 160129 (3539)                                   | 14739 (96)                                      | 63000超 (261以上)                               | 41513 (573)                                     | 122267 (455)                                    | 414945超 (4999以上)                             |
| 72      | 2009-10-30 | 13536 (75)                                      | 174565 (4175)                                   | 17150 (111)                                     | 64000超 (281以上)                               | 42901 (605)                                     | 129509 (465)                                    | 441661超 (5712以上)                             |
| 73      | 2009-11-06 | 14109 (76)                                      | 185067 (4399)                                   | 22689 (137)                                     | 78000超 (300以上)                               | 44147 (661)                                     | 138288 (498)                                    | 482300超 (6071以上)                             |
| 74      | 2009-11-13 | 14868 (103)                                     | 190765 (4512)                                   | 25531 (151)                                     | 78000超 (300以上)                               | 44661 (678)                                     | 149711 (516)                                    | 503536超 (6260以上)                             |
| 75      | 2009-11-20 | 14950 (103)                                     | 190765 (4806)                                   | 28751 (188)                                     | 79000超 (350以上)                               | 45844 (710)                                     | 166750 (613)                                    | 526060超 (6770以上)                             |
| 76      | 2009-11-27 | 15503 (104)                                     | 190765 (5360)                                   | 38359 (330)                                     | 154000超 (650以上)                              | 47059 (738)                                     | 176796 (644)                                    | 622482超 (7826以上)                             |

（注） 南北アメリカ地区は、11月13日の発表より新たな感染者の報告を中止した。
2009年12月4日より、WHOの集計方法が変更され、感染者数の公表を中止した。
| 報告 | UTC現在    | 世界地域別・確認累計 死者数 | 世界地域別・確認累計 死者数 | 世界地域別・確認累計 死者数 | 世界地域別・確認累計 死者数 | 世界地域別・確認累計 死者数 | 世界地域別・確認累計 死者数 | 世界地域別・確認累計 死者数 |
| 報告 | UTC現在    | アフリカ                    | 南北アメリカ                | 東地中海                    | ヨーロッパ                  | 東南アジア                  | 西太平洋                    | 全世界                      |
| ---- | ---------- | --------------------------- | --------------------------- | --------------------------- | --------------------------- | --------------------------- | --------------------------- | --------------------------- |
| 77   | 2009-12-4  | 108                         | 5878                        | 392                         | 918以上                     | 766                         | 706                         | 8768以上                    |
| 78   | 2009-12-11 | 109                         | 6131以上                    | 452                         | 1242以上                    | 814                         | 848                         | 9596以上                    |
| 79   | 2009-12-18 | 109                         | 6335以上                    | 572                         | 1654以上                    | 892                         | 1020                        | 10582以上                   |
| 80   | 2009-12-23 | 109                         | 6670以上                    | 663                         | 2045以上                    | 990                         | 1039                        | 11516以上                   |
| 81   | 2009-12-30 | 130                         | 6670以上                    | 693                         | 2422以上                    | 1056                        | 1249                        | 12220以上                   |
| 82   | 2010-01-08 | 131                         | 6880以上                    | 708                         | 2554以上                    | 1165                        | 1361                        | 12799以上                   |
| 83   | 2010-01-15 | 131                         | 7016以上                    | 883                         | 2778以上                    | 1289                        | 1447                        | 13554以上                   |
| 84   | 2010-01-22 | 131                         | 7094以上                    | 941                         | 3099以上                    | 1366                        | 1511                        | 14142以上                   |
| 85   | 2010-01-29 | 133                         | 7166以上                    | 1002                        | 3429以上                    | 1426                        | 1555                        | 14711以上                   |
| 86   | 2010-02-05 | 167                         | 7261以上                    | 1014                        | 3605以上                    | 1474                        | 1653                        | 15174以上                   |
| 87   | 2010-02-12 | 167                         | 7261以上                    | 1018                        | 3648以上                    | 1523                        | 1675                        | 15292以上                   |
| 88   | 2010-02-19 | 167                         | 7433以上                    | 1018                        | 4056以上                    | 1562                        | 1685                        | 15921以上                   |
| 89   | 2010-02-26 | 167                         | 7484以上                    | 1018                        | 4266以上                    | 1601                        | 1690                        | 16226以上                   |
| 90   | 2010-03-05 | 167                         | 7539以上                    | 1018                        | 4388以上                    | 1633                        | 1710                        | 16455以上                   |
| 91   | 2010-03-12 | 167                         | 7576以上                    | 1019                        | 4571以上                    | 1664                        | 1716                        | 16713以上                   |
| 92   | 2010-03-19 | 167                         | 7622以上                    | 1019                        | 4596以上                    | 1691                        | 1718                        | 16813以上                   |
| 93   | 2010-03-26 | 167                         | 7673以上                    | 1019                        | 4637以上                    | 1709                        | 1726                        | 16931以上                   |
| 94   | 2010-04-01 | 167                         | 8175以上                    | 1019                        | 4669以上                    | 1726                        | 1727                        | 17483以上                   |
| 95   | 2010-04-09 | 167                         | 8217以上                    | 1019                        | 4763以上                    | 1733                        | 1801                        | 17700以上                   |
| 96   | 2010-04-16 | 168                         | 8274以上                    | 1019                        | 4776以上                    | 1757                        | 1804                        | 17798以上                   |
| 97   | 2010-04-23 | 168                         | 8309以上                    | 1019                        | 4783以上                    | 1769                        | 1805                        | 17853以上                   |
| 98   | 2010-04-30 | 168                         | 8316以上                    | 1019                        | 4835以上                    | 1773                        | 1808                        | 17919以上                   |
| 99   | 2010-05-07 | 168                         | 8357以上                    | 1019                        | 4860以上                    | 1787                        | 1810                        | 18001以上                   |
| 100  | 2010-05-14 | 168                         | 8361以上                    | 1019                        | 4861以上                    | 1798                        | 1829                        | 18036以上                   |
| 101  | 2010-05-21 | 168                         | 8396以上                    | 1019                        | 4874以上                    | 1808                        | 1832                        | 18097以上                   |
| 102  | 2010-05-28 | 168                         | 8401以上                    | 1019                        | 4878以上                    | 1814                        | 1834                        | 18114以上                   |
| 103  | 2010-06-04 | 168                         | 8410以上                    | 1019                        | 4878以上                    | 1825                        | 1837                        | 18138以上                   |
| 104  | 2010-06-11 | 168                         | 8423以上                    | 1019                        | 4879以上                    | 1829                        | 1838                        | 18156以上                   |
| 105  | 2010-06-18 | 168                         | 8427以上                    | 1019                        | 4879以上                    | 1838                        | 1841                        | 18172以上                   |
| 106  | 2010-06-25 | 168                         | 8450以上                    | 1019                        | 4879以上                    | 1852                        | 1841                        | 18209以上                   |
| 107  | 2010-07-02 | 168                         | 8462以上                    | 1019                        | 4879以上                    | 1866                        | 1845                        | 18239以上                   |
| 108  | 2010-07-09 | 168                         | 8516以上                    | 1019                        | 4879以上                    | 1883                        | 1846                        | 18311以上                   |

## 発生からの動き

### 2009年

#### 1月から3月
- 2月下旬 - メキシコの東部ベラクルス州ラグロリア村[136]で、インフルエンザのような呼吸器障害・高熱の症状を示す村人が相次ぎ、死亡する事例も現れる。この時、政府に訴えたが政府は危険性を把握できなかった為に事件が広まったと、ある記者は言う。翌3月には、村の人口の6割である約1800人が発症[137]。
- 3月30日 - カリフォルニア州サンディエゴ郡の少年にせきや発熱、嘔吐などの症状（アメリカでの最初の症例）[138]。

#### 4月
- 4月2日 - メキシコ政府は、東部ベラクルス州ラグロリア村での4歳男児の感染（3月下旬から発熱。後に回復）が確認された（4月27日の記者会見で公表）[138]。
- 4月13日 - メキシコ南部オアハカ州で女性の感染（後に死亡）が確認された（当初、メキシコでの最初の症例とされた。）。メキシコでは解明ができず、カナダの保健当局にウイルスの検査を依頼[138]。
- 4月14日 - アメリカの疾病対策センター(CDC)が、サンディエゴの少年について豚インフルエンザの感染例と初めて断定[138]。
- 4月23日
  - 16時頃にカナダの保健当局からメキシコ政府にウイルスの分析結果の報告が届き、ウイルスが新型であると判明[138]。
  - 23時、メキシコ政府が新型インフルエンザの流行を緊急発表（初めての発表）。メキシコシティとメキシコ州の教育施設全校の休校を決定[138]。
- 4月24日 - メキシコの一部事例とアメリカの事例で、H1N1型ウイルスが共通する遺伝子を持っているとするカナダの研究所の調査結果をWHOが公表[139]。
- 4月25日 - 状況がWHOの国際保健規則(IHR)が定める「国際的に懸念される公衆衛生上の緊急事態」に該当するとの決定を事務局長が発表[19]。
- 4月26日
  - アメリカが「公衆衛生に関する緊急事態」を宣言（ナポリターノ国土安全保障長官の緊急記者会見）[85]。
  - カナダで、感染例の確認を発表[140]。
- 4月27日
  - 新たに2カ国で感染確認を発表（スペイン[141]・スコットランド[142]）。
  - WHOが世界的流行の警戒水準をフェーズ3からフェーズ4に引き上げ[20]、国境の閉鎖や国際的な渡航に制限を行わないように勧告。
  - 日本政府は日本時間28日、フェーズ4を受けて「新型インフルエンザの発生」を宣言し、内閣総理大臣を本部長とする全閣僚参加の「新型インフルエンザ対策本部」設置[20][143]。メキシコを対象に、不要不急の渡航延期を求める感染症危険情報を出す（史上初の感染症危険情報）[20]。
- 4月28日
  - キューバとアルゼンチンが、メキシコとの航空便の一時的停止を発表[144]。
  - 日本では成田国際空港・中部国際空港・関西国際空港でメキシコ・アメリカ・カナダから到着した旅客機の機内検疫を開始した[145]。
- 4月29日
  - 新たにイスラエル、オーストリア、ドイツ[146]とコスタリカ[147]で感染が確認される。
  - アメリカでも1歳11か月の幼児の感染者が初めて死亡した（メキシコ以外で初の死亡症例。）[148]。
  - WHOが世界的流行の警戒水準をフェーズ4からフェーズ5に引き上げたことを発表。
- 4月30日
  - スイスでの感染者が確認される。
  - WHOが、新型の豚インフルエンザを「インフルエンザA」と呼称変更[149]。

#### 5月
- 5月1日
  - 香港特別行政区政府が1日夜、感染者確認を発表（香港初）。4月29日にAM098便でメキシコを出発、30日に上海に到着、MU505便で30日に香港に到着した25歳のメキシコ人男性で、宿泊先だった香港の湾仔地区にあるホテルが封鎖され、宿泊者200人、従業員100人あまりが隔離された[150][151]。
  - フランスが初の感染確認を発表[152][153]。
- 5月2日 - 韓国、イタリアで初の感染が確認される[152][153][154]。
- 5月6日 - テキサス州の慢性病を抱える女性が新型インフルエンザで死亡（アメリカ国内居住者初の死者となった。）[155][156]。
- 5月7日
舛添元厚生労働大臣が7日の衆議院予算委員会で、新型インフルエンザ対策に関し、「毒性の高い鳥インフルエンザを想定したもので、経済活動、学校に問題があれば緩和する」[157]。8日の会見では「フェーズ（警戒水準）が6に上がったら緊急対策本部を開き、学校の臨時休業措置など、行動計画の弾力的運用を検討したい」[158]。
- 5月8日
  - 日本人の感染が初めて判明（シカゴ在住の6歳男児）したことが外務大臣会見で発表される[159]。その後、男児は快復した。
  - 福岡県北九州市の教育委員会は、新型インフルエンザが蔓延している国や地域から帰国した児童・生徒に潜伏期間を考慮して症状の有無にかかわらず、帰国翌日から10日間出席を停止させると発表[160]。
  - 香港特別行政区政府が8日夜、1週間ぶりに感染者滞在先ホテルの封鎖を解き、宿泊客と従業員約280人の隔離を解除[161][162]。
- 5月9日
  - カナダの西部アルバータ州保健当局は現地時間8日、先月28日に死亡した30代の女性が新型インフルエンザに感染していたと発表した（カナダで初の死亡例）[163][164]。
  - WHOの対策部長代理は、封じ込めは特定の小集落で発生した場合のシナリオで、各国に広がった後に水際作戦をしても潜伏期の感染者を見逃す恐れがあるうえ、長期にわたって体制を維持するのは難しいとの見解を示した[165][166]。
- 5月10日

WHO 発表による2009年5月10日 7時30分 UTC現在の感染確認事例数:メキシコ1626（うち死亡例45）、米国2254（うち死亡例2）、カナダ280（うち死亡例1）、中南米、北米、欧州、中東、東アジア、オセアニアの計29か国・地域で4379（うち死亡例3カ国49）。（日本は感染確認4）（注目のスペイン93、英国39)
- 5月11日 - キューバが感染確認事例を発表（同国初）。同国の大学で学ぶメキシコ人男性[167]。
- 5月12日
  - フィンランドが「2人の感染が確認された」と発表した[168]。
  - タイのアピシット首相が同国初の感染確認を発表した（東南アジア初、保健省によると5月初旬にメキシコから帰国したタイ人2人）[169]。
- 5月17日
午後7時過ぎに、新たに神戸市内の高校生と保護者の計12人の感染を確認した。この時点で日本国内感染者は計40人。WHOの幹部は、日本国内での感染に対して「注視」していると話した（渡航歴なしの高校生に対して感染が流行している点）。また、フェーズの引き上げ基準は北米以外での二次感染が正式に確認された場合としており、日本次第によってはフェーズの引き上げも検討していると話した。
- 5月18日 - 厚労省は同日未明、大阪府と兵庫県に全中学・高等学校の臨時休校を要請[170]。
- 5月27日 - 新たに4カ国で感染を確認（シンガポール[171]・ドミニカ共和国[172]・ウルグアイ[172]・ルーマニア[173]）。

#### 6月
- 6月12日0時（UTC） - 世界保健機関がフェーズ6への引き上げを宣言[174][175]。
- 6月14日 - スコットランド（イギリスを構成する国の1つ）で、アメリカ大陸以外で初の死者[176]。
- 6月20日 - アルジェリアが初の感染確認を発表（アメリカから帰国した女性）[177]。
- 6月29日 - 世界保健機構(WHO)と医薬品メーカーのロシュは、デンマークで初のタミフル耐性の新型インフルエンザ検体を確認したと発表[178]。

#### 7月
- 7月6日 - イギリスで5人目の死者が発生したと報じられた[179]。（初の事例など特殊な例を除き、何人目などの報道は時系列に必要ない。）
- 7月15日 - 山形県が初の感染確認を発表（14日にタイから帰国した20歳代女性会社員）[180]。
これにより、日本の全都道府県で感染が確認された。7月15日午前6時時点での感染者数は3122人。
- 7月18日 - グルジア（現・ジョージア）で初の感染が確認がされた（イギリスから帰国した男性）[181]。
- 7月19日 - ECDCによると、世界で779人の死者が発生したと報じられた[182]。
- 7月21日 - アルバニアで初の感染確認（1人のアルバニア人学生と3人のフィリピン人船員）[183]。
- 7月22日 - ハンガリーで初の死者（41歳の男性）[184]。

#### 8月
- 8月3日 - インドで初の死者が出た（14歳の女子学生）[185]。
- 8月7日 - パレスチナで初の死者（34歳の男性）[186]。
- 8月11日
  - 茨城県で国内初の重症例[187]。
  - コスタリカのオスカル・アリアス・サンチェス大統領が新型インフルエンザに感染したことが分かった。国家元首としては初[188]。
  - WHOは、新型インフルエンザによる死者が8月6日時点で1462人に達したと発表した。また、感染者が確認されたのは170か国・地域で、累計感染者数は少なくとも17万7457人になった[189]。
- 8月15日
  - 沖縄県宜野湾市の57歳男性が新型インフルエンザで死亡し、日本では初の死者となった。沖縄県によると、この男性は人工透析を受けており心臓に持病があったという[190]。
  - 韓国で初の死者が出た（タイから帰国した50代の男性）[191]。
- 8月19日
  - 舛添要一厚生労働大臣が記者会見で流行期に移行したとの見解を示し、事実上の流行宣言を表明した[192]。
- 8月27日
  - FAOとチリ政府の発表によると、2つの農場でヒト型（新型）インフルエンザH1N1に感染した七面鳥が発見された:これはヒトと豚以外で初めて新型インフルエンザが発見された例である。
より重要なことは「ヒト→鳥」の直接感染が初めて確認されたことである[193]。
遺伝子検査結果によると、世界中に配布されている（ヒトの）新型インフルエンザの参照見本(A/California/4/2009)と、8つの部位（HA、NAなど）すべてで99.5%以上一致した。幸いなことにチリでは鳥インフルエンザH5N1が存在しないので交雑（遺伝子が組み合わさること）は起こらなかったが、H1H1とH5N1が組み合わさった場合の脅威について、FAO,OIE,WHOは重大な懸念を表明している[194]。
今回「種の壁」（「伝染病は他の種に伝染するのが極めて困難である」という経験則。例えばコメの病気は人間にうつらない。しかし狂牛病などを通して見直しを迫られている。新しい型のインフルエンザが鳥や豚に由来するという考え方が主流になってから約10年である。）は存在しなかった。
- 8月29日
  - WHOによると、死者は2185人で、北米と中南米地域で1876人と大半を占めている。世界で最多の死者はブラジルの522人と発表された。

#### 10月
2009年10月24日、アメリカのオバマ大統領が新型インフルエンザを深刻な自然災害などに準ずる国家非常事態に指定する宣言に署名した。アメリカでは新型インフルによる死者が23日に1000人を突破し、ワクチンの調達確保など対策強化が必要な状況になっている。
専門家によると、日本の対策には問題がいくつかある。（主として、「カンブリア宮殿」「クローズアップ現代」などによる。）
1. 学級閉鎖、学校閉鎖基準が変化し、対応できない。
2. 厚労省が情報提供してくれるが、量が多く未整理のうえ、何回も改訂された。
3. 輸入ワクチンがMDCK細胞由来の細胞培養で、十分試験が済んでいない。
4. ワクチンの絶対量が少ない。（予定量が確保できないし、医療従事者にゆきわたっていない）
5. 病院によっては発熱外来を設けているが、待合室や特に薬局での物理的・時間的分離がなされていない。
6. 少ない医師数で発熱外来を設ける場合、通常医療が停滞している。
7. 開業医は通常の2倍程度の患者を診ている。病院によっては3時間以上の受診待ちをしている。（10月11日には札幌市の休日診療所は8時間待ちだった。開業医の診察人数は連日100人を越えていた。10月12日に江戸川区の休日急病診療所は平年の5倍の268人、9月末の連休には世田谷区の休日診療所で連日300人を診察した[195]。）
8. 新型対策に追われ、季節性インフルエンザへの対応準備が不十分である。

#### 11月
2009年11月6日、世界保健機関(WHO)は新型インフルエンザによる日本の入院率・死亡率が主要国で最も低いことを明らかにした。北半球と南半球のそれぞれ5カ国、計10カ国を調査したところ、人口10万人当たりの入院患者数は日本が最も低い2.9人。アメリカは3人、ブラジルは8.8人、オーストラリアは22.5人。最も高いのはアルゼンチンの24.5人だった。人口100万人当たりの死亡者でも日本が最も低い0.2人。イギリスは2.2人、アメリカは3.3人、ブラジルは7.0人、オーストラリアは8.6人。最も高いのはアルゼンチンで14.6人だった。日本の新型インフルエンザ死亡率が低いことについて専門家は、日本では医療保険制度が整備されており、少ない家計負担で医療機関を受診できるため、発熱者の医療機関受診率が高いことが要因であると分析している。

### 2010年

#### 3月
- 3月31日 - 厚生労働省が新型インフルエンザの最初の流行が沈静化したとの見解を表明、第一波の終息を宣言[197]。

#### 6月
- 6月3日 - 世界保健機関が新型インフルエンザの最も深刻な時期は脱したと表明。警戒レベルフェーズ6は変更せず[198]。

#### 8月
- 8月10日 - 世界保健機関がフェーズ6からポスト・パンデミックへの引き下げを決定、世界的な大流行の終結を宣言[199][200]。

## 動物への感染
2009年11月末現在、遺伝子解析により以下の動物への感染が確認されている。
- 豚
- 七面鳥（2009年8月チリ、以後カナダ、アメリカ・カリフォルニア州）
- 猫
- 犬 （2009年11月 中国）
- フェレット（イタチの一種）（2009年10月 アメリカ）
- チータ（2009年11月 カリフォルニア）

## 呼称
2009年の確認当初は、豚インフルエンザに最も近いとする分析や、メキシコにおいて豚からヒトに伝わった可能性が高いとする見方もあって、WHOや米国CDCを初めとする公的機関の発表、英語や日本語などによる報道では、呼称として「豚インフルエンザ」が用いられた。
ところがこの呼称が、ウイルスが豚肉を介して感染するとの誤解を招き、豚製品の敬遠など、養豚関連産業への影響が出始めたこともあり、呼称から「豚」を外す動きが起きた。また、宗教上の理由で、「豚」という言葉を忌避する向きもあり、イスラエルの保健副大臣は2009年4月28日、ユダヤ教では豚を食べることが禁じられている事を受け、「メキシコ・インフルエンザ」という呼称を用いると発表した。
WHOは2009年4月30日、"swine" （豚）を冠する英語呼称"swine Influenza A/H1N1（豚インフルエンザA/HINI) "を、ウイルス型による呼称"influenza A(H1N1)"に切り替えた。農業や食品業界への風評被害に配慮したものと言われる。同様にフランス語呼称は"Grippe A(H1N1)"に切り替わっている。なお、WHO には「混乱を招く」として呼称切り替えに消極的な向きもあったとされまた、国際獣疫事務局は当初から発生地（北米）にちなむ呼称を提唱した。WHOが英語呼称を切り替えた4月30日には、両機関とFAO（国連食糧農業機関）を合わせた三機関が、豚肉の安全性に関する共同声明を出している。
日本政府は、2009年4月28日から「新型インフルエンザ」と呼び始めた。
アメリカは2009年4月29日から、農家の生活を守るために亜型名H1N1による呼称に切り替えた。
カナダ公衆衛生庁のサイトでは2009年5月4日現在、亜型名H1N1による呼称のほかに「ヒトの」を意味する言葉を「豚インフルエンザ」に添えた呼称（英語"Human Swine Flu"; フランス語"grippe porcine chez l'être humain"）も使用している。
一方、WHOがによる呼称切り替え後も英語圏の報道において「豚の」を意味する"swine" はなお使用された。
日本の法律上の呼称"新型インフルエンザ"の"新型"について、日本の新聞社による英語表記を見ると2009年5月現在、読売新聞と毎日新聞が少なくとも"new type"と"new strain" を使用、"new strain"は朝日新聞も使用している。
中国語呼称も「猪流感」（「猪」は豚）から「甲型H1N1流感」へと切り替わり、中国のメディアでは5月1日に国営新華社通信が呼称変更を伝え、国営中国中央テレビは変更理由を「養豚場や飲食店などでの無用な混乱を避けるため」と報道した。

## 利益相反の告発
2010年1月には、ドイツの副議長で欧州評議会の保健委員会長のヴォルフガング・ワダルグが主張するには、大企業がワクチンを売るために「偽りのパンデミック」を宣言するよう、世界保健機関 (WHO) に圧力をかけるためのパニック・キャンペーンを画策してきた。政界最大の医学のスキャンダルの1つだと述べ、2009年5月にメキシコシティで始まったとされる「偽りのパンデミック」キャンペーンは、数百人程度の「通常」のインフルエンザ症例が報告され、これが新たなパンデミックの脅威だとされたが、その根拠は乏しかった。
3月には、欧州評議会は国際的な豚インフルエンザ・キャンペーンは製薬会社の影響を受けているとして調査を開始した。4月、WHOのインフルエンザの責任者でもあるケイジ・フクダがパンデミック宣言を導いた体制が、H1N1についての混乱をもたらしたと述べ、その懸念を表明したがそれは、恐れるほどの致命性がないものだと判明したこの新しいウイルスに関する、不確実な部分について、情報伝達が失敗したということであり、陳馮富珍事務局長は、レビューを実施するために機関の外部の専門家を任命したことを伝えた。
6月、BMJのフィオナ・ゴッドリー編集長は調査をもとにWHOを批判し、パンデミックに関するWHOの顧問に、抗ウイルス薬とワクチンを生産している製薬会社との間に金銭関係があるという調査があるとした。これに対して陳馮富珍事務局長は「製薬業界の影響を受けているという印象を残してしまうだろうが、パンデミック宣言の決定は定義された基準に基づいたもので、この基準をねじまげるのは難しい」と応答している。